# Filmografia de Mo'Nique
Esta é a filmografia da atriz norte-americana Mo'Nique.

## Filmes e séries
| Ano                          | Título | papel              | Notas |
| ---------------------------- | ------ | ------------------ | --- |
| 3 Strikes                    | 2000   | Dahlia             | |
| Baby Boy                     | 2001   | Patrice            | |
| Two Can Play That Game       | 2001   | Diedre             | |
| Half Past Dead               | 2002   | Twitch's Girl      | |
| Soul Plane                   | 2004   | Jamiqua            | |
| Hair Show                    | 2004   | Peaches            | |
| Garfield: The Movie          | 2004   | Rat                | |
| Shadowboxer                  | 2005   | Precious           | |
| Domino                       | 2005   | Lateesha Rodriquez | |
| Farce of the Penguins        | 2006   | Vicky              | Voz |
| Irish Jam                    | 2006   | Psycho             | |
| Phat Girlz                   | 2006   | Jazmin Biltmore    | |
| Beerfest                     | 2006   | Cherry             | |
| Welcome Home, Roscoe Jenkins | 2008   | Betty              | |
| Steppin: The Movie           | 2009   | Aunt Carla         | |
| Precious                     | 2009   | Mary Lee Johnston  | Prêmios Oscar de Melhor Atriz Coadjuvante BAFTA de melhor atriz coadjuvante em cinema Prémio Screen Actors Guild para Melhor Actriz Secundária num Filme Globo de Ouro de melhor atriz coadjuvante em cinema Boston Society of Film Critics de Melhor Atriz Coadjuvante Broadcast Film Critics Association de Melhor Atriz Coadjuvante Chicago Film Critics Association Award de Melhor Atriz Coadjuvante Dallas-Fort Worth Film Critics Association de Melhor Atriz Coadjuvante Florida Film Critics Circle Awards de Melhor Atriz Coadjuvante Independent Spirit Awards de Melhor Atriz Coadjuvante NAACP Image Awards de Melhor Atriz Coadjuvante New York Film Critics Circle Awards de Melhor Atriz Coadjuvante Phoenix Film Critics Society de Melhor Atriz Coadjuvante Washington D.C. Area Film Critics Association de Melhor Atriz Coadjuvante San Francisco Film Critics de Melhor Atriz Coadjuvante Satellite Awards de Melhor Atriz Coadjuvante - Cinema National Society of Film Critics Award de Melhor Atriz Coadjuvante Kansas City Film Critics Circle Award de Melhor Atriz Coadjuvante Indiana Film Critics Association Award de Melhor Atriz Coadjuvante Denver Film Critics Society Award de Melhor Atriz Coadjuvante Las Vegas Film Critics Society Awards de Melhor Atriz Coadjuvante London Film Critics Circle de Melhor Atriz Coadjuvante do Ano Detroit Film Critics Society Los Angeles Film Critics Association Central Ohio Film Critics Association Award de Melhor Atriz Coadjuvante Oklahoma Film Critics Circle de Melhor Atriz Coadjuvante St. Louis Gateway Film Critics Association de Melhor Atriz Coadjuvante Festival de Sundance de Melhor Atriz Coadjuvante Indicações Toronto Film Critics Association Award de Melhor Atriz Coadjuvante Houston Film Critics Society de Melhor Atriz Coadjuvante |
| Blackbird                    | 2014   | Claire Rousseau    | |
| About                        | 2014   | Barbara            | |
| Bessie                       | 2015   | Ma Rainey          | |